# 願 (佛教)
願，音譯钵罗尼陀那，也稱誓願、大願（梵語：saṁnāha；巴利語：sannāha），佛教術語，大乘佛教中菩薩道六度（或稱十波羅密）之一；義爲得菩提智慧後，發下的救濟眾生的殊勝之願。菩薩共同所發之大願稱爲“通願”，即四弘誓願。

## 概論
菩薩在因地立下四宏願，稱爲“通願”，義爲共同之願。而各佛菩薩又有各自的大願，故稱爲“別願”，義爲分別之願。別願當中，以其最根本的誓願修行而成佛的，稱之為本願。

## 四弘誓願
四弘誓願（梵語：sannāha-sannaddha；意譯爲大誓莊嚴、弘誓莊嚴），簡稱四宏願或四弘願，音譯僧那僧涅，為發菩提心時所發的誓願，常出現在佛教的儀式中。

### 出處
出自漢譯《中阿含師子吼經》、《四分律》、《解脫道論》、《佛阿毘曇經》、《佛所行讚》、《大方便佛報恩經》、《郁迦羅越問菩薩行經》、《小品般若經》、《大品般若經》、《大樹緊那羅王所問經》、《法華經》、《大般涅槃經》、《心地觀經》

等等。

### 內容與重要性
《摩訶止觀》、《天台四教儀》、《六祖壇經》、《五燈會元》、《傳授三壇弘戒法儀》、《大乘本生心地观经》所錄相當於今日念誦之內容：
1. 眾生無邊誓願度；[21]
2. 煩惱無盡誓願斷；[22]
3. 法門無量誓願學；[23]
4. 佛道無上誓願成。[24]

四宏誓願是「三世菩薩所學處」、「諸佛因地所發之願，所有之願皆不能過彼」，因此大小菩薩皆應修學。另，四宏誓願有攝四聖諦之理，並可從中開演四無量心，故為大乘菩薩修學之科目。

### 五弘誓願
密宗依《佛頂尊勝陀羅尼念誦儀軌》、《受菩提心戒儀》等所舉，共為五句，稱五大願，為真言宗所奉持，故又有五弘誓願之說：
1. 眾生無邊誓願度（東方阿閦如來）
2. 福智無邊誓願集（南方寶生如來）
3. 法門無邊誓願學（西方阿彌陀如來）
4. 如來無邊誓願事（北方不空成就佛）
5. 無上菩提誓願成（中央大日如來）

## 別願
菩薩在因地修行時除了發下通願，也可以發下別願，即根據不同的情況和環境、不同的發心等，發下不盡相同的大願，依據大願逐漸修行圓滿資糧，所有大願得以完成之時，便是成佛之時。每位佛菩薩有自己的根本的別願，稱之為本願。
如釋迦牟尼佛有“五百大願（本願）”，阿彌陀佛有四十八大願（本願），藥師佛有十二大愿（本願）。

## 煩惱 vs 發願
煩惱，也就是讓自心無法安寧的情緒，佛法認為這是「行動」的重要動能：人都是因為情緒，而有各種行為的反應。
在臨終的時候，我們會因為內在、外在的各種逼迫，而導致產生「情緒」來反應：憤怒、不捨等等，這是影響轉世的第二股力量：本能，讓我們會「再次投生」，但是投生是為什麼呢？下輩子要投生為人、天、鬼？佛法不認為這是受「閻羅王」等等外力的審判，而是受臨終前的情緒所影響。
情緒有很多種，所以我們會轉世去的地方狀況也不一，可以想像：「求生欲」就好像男生當兵的召集令一樣，拿了就得當；但是分發到哪個單位，則是受其他原因（臨終前的情緒）影響的。
佛法認為，用來取代「情緒」的是「發願」，發願就像是「立下目標」。「情緒」是行動的主要觸發者；同樣的，「立下目標」也是行動的觸發者。不同的「情緒」決定轉世的去處不同；同樣的，不同的發願（比如發願自己要去不動佛的世界，或是阿彌陀佛的世界等等）也會決定我們的去處不同。

## 外部連結
- 從四聖諦到四弘誓願 （页面存档备份，存于）
- 無限遠的一扇窗—發願 （页面存档备份，存于）